# 拉巴佐日蒙潘松
拉巴佐日蒙潘松（法語：La Bazoge-Montpinçon，法語發音：[la bazɔʒ mɔ̃pɛ̃sɔ̃]）是法国马耶讷省的一个市镇，位于该省北部，属于马耶讷区。

## 地理
拉巴佐日蒙潘松（48°16'41"N, 0°34'29"W）面积8.44 平方千米，位于法国卢瓦尔河地区大区马耶讷省，该省份为法国西北部内陆省份，北起芒什省和奧恩省，西接伊勒-维莱讷省，南至曼恩-卢瓦尔省，东临萨尔特省。
与拉巴佐日蒙潘松接壤的市镇（或旧市镇、城区）包括：阿龙、贝尔雅尔、马耶讷、穆莱。
拉巴佐日蒙潘松的时区为UTC+01:00、UTC+02:00（夏令时）。

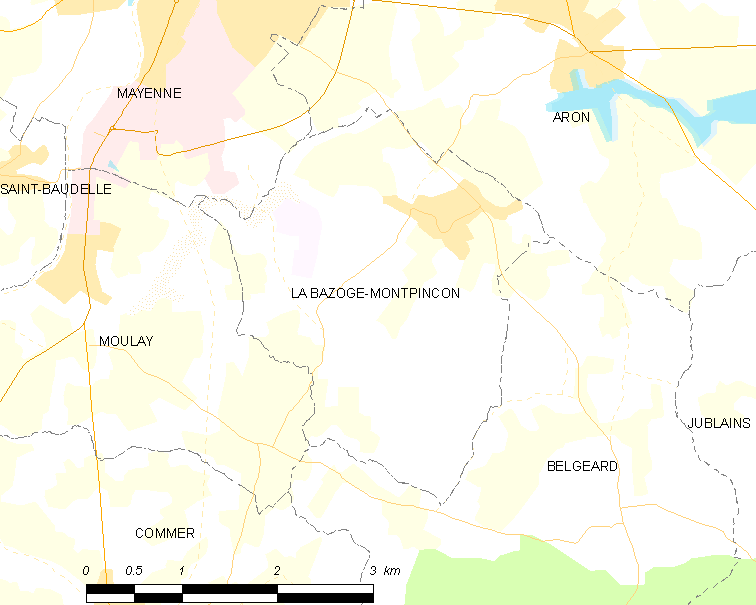
拉巴佐日蒙潘松的OSM定位图

## 行政
拉巴佐日蒙潘松的邮政编码为53440，INSEE市镇编码为53021。

## 政治
拉巴佐日蒙潘松所属的省级选区为拉赛堡县。

## 交通
马耶讷省省道D207线和D253线在境内交汇。

## 人口

1962-2008年间拉巴佐日蒙潘松人口变化图示

拉巴佐日蒙潘松于2022年1月1日时的人口数量为966人。